# Friderich Martens
Friderich Martens, född 1635, död 1699  , var en tysk läkare, naturalist och upptäcktsresande. Martens var den förste som genomförde vetenskapliga observationer om naturen, djurlivet och klimatet på Svalbard . Han publicerade sina anteckningar i boken "Spitzbergische oder Groenlandische Reise-Beschreibung, gethan im Jahre 1671" som länge var referenslitteratur bland litteraturen om Svalbards naturhistoria .

## Biografi
Endast lite finns dokumenterat om Friderich Martens liv. Han föddes 1635 och arbetade som fältskär och läkare i Hamburg .
1671 deltog Martens i en resa på ett valfångstfartyg genom Norska havet till Spetsbergen.
Fartyget "Jonas im Walfisch" under kapten Peter Peterson de Frise lämnade Hamburg den 15 april 1671 med kurs norrut. Fartyget lämnar Spetsbergen den 22 juli och når floden Elbe den 21 augusti samma år.
Martens förde noggranna anteckningar över sina observationer och sammanställde dessa i boken "Spitzbergische oder Groenlandische Reise-Beschreibung, gethan im Jahre 1671" som gavs ut 1675    av Gottfried Schulzen i Hamburg.
Boken innehåller iakttagelser om havet och vädret och beskriver en rad arktiska växter, fåglar och djur med en rad teckningar. I boken finns bland annat även de första anteckningarna om ismåsen  innan Constantine John Phipps beskrev den ingående och spetsbergsgrisslan innan Morten Thrane Brünnich beskrev den ingående .
Martens bok översattes därefter till flera språk och utkom på italienska 1680, holländska 1685, engelska (som del i annan bok) 1694 och franska (i artikelform) 1715  .
1699 avlider Martens vid en ålder av 64 år.

## Eftermäle
Boken förblir ett referensverk under många år och citeras bland andra av Constantine John Phipps 1774 i "A Voyage towards the North Pole undertaken … 1773" (Resan mot Nordpolen 1773), Jacques Henri Bernardin de Saint-Pierre 1796 i "Études de la nature" (Forskningar uti naturen) och Bernard Germain de Lacépède 1804 i "Histoire naturelle des cétacés" (Om valarnas naturalhistoria) .
1861 namngav svenske Adolf Erik Nordenskiöld ön Martensøya i ögruppen Sjuöarna för att hedra Friderich Martens .
Finlands nationalbibliotek vid Helsingfors universitet har ett originalexemplar av en holländsk utgåva från år 1710 .
2002 utkom en nyutgåva med förord på tyska i Berlin .